# لين ايمانويل
لين ايمانويل (بالإنجليزية: Lynn Emanuel)‏ هي كاتِبة وشاعرة أمريكية، ولدت في 14 مارس 1949.